# Robert Pitts
Robert Pitts   (Pontotoc, 23 de juny de 1919 - Baton Rouge, 29 d'octubre de 2011), conegut com a R. C. Pitts, fou un jugador de bàsquet estatunidenc, guanyador d'una medalla olímpica. Jugava d'aler.
Va estudiar a la Universitat d'Arkansas, on el 1942 fou escollit All-Southwest Conference. Posteriorment va jugar a l'equip Phillips 66ers de l'Amateur Athletic Union on el 1948 fou escollit All-American. El 1948 va prendre part en els Jocs Olímpics de Londres, on guanyà la medalla d'or en la competició de bàsquet.
Durant la Segona Guerra Mundial va servir com a tinent al 68è Esquadró de Bombardeig de les Forces Aèries de l'Exèrcit dels Estats Units. Després de prendre part en 22 missions amb la seva tripulació, va ser guardonat amb la Medalla de l'Aire.